# Georg Garbotz
Georg Garbotz (* 25. Mai 1891 in Breslau; † 18. Juli 1976 in Aachen) war ein deutscher Maschinenbauingenieur und Hochschullehrer.

## Leben
Garbotz besuchte das evangelische Heilig-Geist-Gymnasium in Breslau und legte das Abitur ab. Im Anschluss studierte er Maschinenbau und Elektrotechnik an der Technischen Hochschule Breslau, an der er die Matrikelnummer 2 führte und bei deren Eröffnung er vor Kaiser Wilhelm II. chargierte, und schloss das Studium 1914 mit dem akademischen Grad eines Diplom-Ingenieurs ab. Garbotz war seit Beginn seines Studiums 1910 Mitglied der Breslauer Burschenschaft Germania und wurde 1912 auch Mitglied der Berliner Burschenschaft Cimbria.
Von 1914 bis 1916 kämpfte er als Kriegsfreiwilliger der Gardepioniere im Ersten Weltkrieg und wurde nach einer schweren Verwundung an der rechten Hand aus dem Militärdienst entlassen. Von 1916 bis 1921 hatte er eine leitende Stellung bei der Bauunternehmung Philipp Holzmann AG. 1916 war er bei der Taurus-Tunnelbaustelle der Bagdadbahn als Maschinenbau-Ingenieur eingesetzt. 1920 promovierte er im Fach Volkswirtschaftslehre an der Universität Frankfurt am Main zum Dr. rer. pol.; anschließend lehrte er nebenberuflich als Privatdozent an der Technischen Hochschule Darmstadt im Fach „Maschinenwesen im Baubetrieb“. Von 1921 bis 1924 war er bei der Siemens-Bauunion tätig.
Ab dem 2. April 1924 bis zum 30. September 1946 lehrte Garbotz an der Technischen Hochschule Berlin, zunächst als Privatdozent, später als ordentlicher Professor und Ordinarius auf dem zum Wintersemester 1927/1928 gegründeten Lehrstuhl für „Maschinenwesen im Baubetrieb“ an der Fakultät für Bauwesen. Ab dem 1. Oktober 1946 arbeitete er beim Materialprüfungsamt in Berlin-Dahlem. Von 1950 bis zu seiner Emeritierung 1959 lehrte er als Professor und Direktor des Instituts für Baumaschinen und Baubetrieb an der Technischen Hochschule Aachen. In dieser Zeit promovierte Gerhard Drees bei Garbotz.
Georg Garbotz gehörte dem Verein Deutscher Ingenieure (VDI) an. Der Alten Breslauer Burschenschaft der Raczeks zu Bonn, in der seine Breslauer Germania nach dem Zweiten Weltkrieg aufgegangen war, stand er mehrere Jahre als Vorsitzender des Altherrenverbandes vor.

## Ehrungen
Im Ersten Weltkrieg wurde Garbotz mit dem Eisernen Kreuz II. Klasse und dem Verwundetenabzeichen ausgezeichnet. 1936 erhielt er den chinesischen Jadeorden am blau-weiß-roten Halsband. Im Zweiten Weltkrieg wurde er mit dem Kriegsverdienstkreuz II. und I. Klasse ausgezeichnet.
Die RWTH Aachen verlieh Garbotz die Ehrendoktorwürde (Dr.-Ing. E.h.). Im Rahmen der 100-Jahr-Feier des Vereins Deutscher Ingenieure (VDI) im Jahr 1956 wurde ihm das VDI-Ehrenzeichen verliehen.
Am 20. Juni 1960 wurde Garbotz mit dem Großen Verdienstkreuz des Verdienstordens der Bundesrepublik Deutschland ausgezeichnet.

## Schriften
- Gewerbliche Produktionsstatistik. Gautzsch bei Leipzig 1920.
- Vereinheitlichung in der Industrie. München / Berlin 1920.
- Die betriebstechnischen Möglichkeiten zum Wiederaufbau des zerstörten Wohnraumes. Berlin-Charlottenburg, 1948.
- Schienen- und schienenloser Erdbetrieb in Deutschland. Düsseldorf-Lohausen 1951.
- Der Kraft- und Arbeitsaufwand sowie die Leistungen beim Biegen von Bewehrungsstählen in Abhängigkeit von den Abmessungen, den Formen und der Güte der Stähle. Köln / Opladen 1955.
- Untersuchungen über das Kräftespiel an Flachbagger-Schneidwerkzeugen im Mittelsand und schwach bindigem, sandigem Schluff unter besonderer Berücksichtigung der Planierschilde und ebenem Schürfkübelschneiden. Köln / Opladen 1958.
- Untersuchungen der statischen Walzverdichtungsvorgänge mit Glattwalzen und Vergleiche mit Ergebnissen aus Versuchen mit dynamischen Verdichtungsgeräten. Köln / Opladen 1959.
- Das Verhalten von Schotter in Gleisbettungen. Köln / Opladen 1964.
- Untersuchungen über die Verdichtungswirkung von Tauchrüttlern. Köln / Opladen 1964.
- Gradevinske masine i gradenje: Deo 2 . Prevodilac Branko Prohaska. Beograd 1965.
- Gradevinske Masine i gradevinarstvo u SAD. Prevodilac Branko Prohaska. Beograd 1965.
- Die Leistungen von Baumaschinen. Praktische Wege und Hinweise zu ihrer Ermittlung. Köln-Braunsfeld 1966.
- Handbuch des Maschinenwesens beim Baubetrieb. Berlin o. J.